# 長崎県立大村特別支援学校
長崎県立大村特別支援学校（ながさきけんりつ おおむらとくべつしえんがっこう）は、長崎県大村市久原二丁目にある県立特別支援学校。寄宿舎もある。

## 校訓
- 「希望」、「自立」、「信愛」

## 学部
- 小学部
- 中学部
- 隣接する国立病院機構長崎医療センターに入院中の児童生徒を教師が訪問し、体調に応じたベッドサイド学習も行っている。

## 沿革
- 1958年 （昭和33年）4月 - 国立大村病院（現・国立病院機構長崎医療センター）小児治療センター内に養護学級を設置。
- 1965年（昭和40年） - 「長崎県立大村養護学校」が開校。
- 2010年（平成22年）4月1日 - 校名を「長崎県立大村特別支援学校」（現校名）に改称。
- 2018年（平成30年）4月1日 - 西大村分教室を設置。

## アクセス
- 本校（大村市）
  - 長崎県営バス 「医療センター前」「久原」バス停
  - 国道34号（長崎街道）

## 周辺
- 国立病院機構長崎医療センター
- 活水女子大学看護学部